# Vaulx (Haute-Savoie)
Vaulx is een gemeente in het Franse departement Haute-Savoie (regio Auvergne-Rhône-Alpes) en telt 797 inwoners (2005). De plaats maakt deel uit van het arrondissement Annecy.

## Geografie
De oppervlakte van Vaulx bedraagt 11,2 km², de bevolkingsdichtheid is 71,2 inwoners per km².
De onderstaande kaart toont de ligging van Vaulx (Haute-Savoie) met de belangrijkste infrastructuur en aangrenzende gemeenten.

## Demografie
Onderstaande figuur toont het verloop van het inwonertal (bron: INSEE-tellingen).